# Gábor Török
Gábor Török, né le 30 mai 1936 à Alsonomedi en Hongrie et mort le 4 janvier 2004 en Hongrie, est un footballeur international hongrois, qui évoluait au poste de gardien de but.

## Carrière de joueur

### Carrière en club
Gábor Török joue plus de 200 matchs en première division hongroise avec les clubs de l'Újpesti Dózsa, du Csepel SC, et du Salgotarjani BTC. Il remporte le titre de champion en 1960 avec Újpest.
Avec Újpest, il participe aux compétitions européennes et dispute quatre matchs en Coupe d'Europe des clubs champions, quatre en Coupe des villes de foires, et également quatre rencontres en Coupe des coupes.

### Carrière en sélection
Gábor Török est sélectionné à trois reprises en équipe nationale pour des matchs amicaux entre 1958 et 1960, respectivement contre la Roumanie (victoire 1-2), la Belgique (victoire 3-1) et la Yougoslavie (match nul 1-1). 
Il connaît son heure de gloire à Rome, lors des Jeux olympiques d'été de 1960, en remportant la médaille de bronze contre l'Italie en petite finale. Il joue quatre matchs lors du tournoi olympique.

## Palmarès en club
Újpesti Dózsa SC
- Championnat de Hongrie (1) :
  - Champion : 1959-60.
  - Vice-champion : 1960-61 et 1961-62.

## Palmarès en sélection
Hongrie olympique
- Jeux olympiques :
  -  Bronze : 1960.